# 魯薩尼夫卡 (拉多梅什利區)
50°35′2″N 29°9′53″E / 50.58389°N 29.16472°E
魯薩尼夫卡（烏克蘭語：Русанівка）是烏克蘭北部的村莊，隸屬日托米爾州的日托米爾區。該村面積0.95平方公里，海拔高度182米，2001年人口280，人口密度每平方公里294.43人。